# 拉夫堡站
拉夫堡站（英語：Loughborough railway station）是英國萊斯特郡拉夫堡的鐵路車站，位於市中心的東北部。1872年啟用，目前大致保留了最初的建築外觀。拉夫堡站由東米德蘭列車管理。